# I·O·N

El manga japonés I.O.N trata sobre una joven que, desde pequeña, ha tenido muy claro lo que quiere: a un chico que sea ideal. Pero a pesar de que tiene muchos pretendientes, nunca se ha enamorado de ninguno de ellos.
ION (イ · オ · ン) ha sido escrito e ilustrado por Arina Tanemura. Originalmente serializado en Ribon de mayo a noviembre de 1997, los seis capítulos fueron recopilados y publicados en un solo volumen tankōbon por Shueisha en diciembre de 1997. La serie originalmente estaba destinada a tener solo tres capítulos, pero Ribon le pidió que la ampliara a seis capítulos. El 22 de octubre de 2010, se publicó un capítulo adicional del manga en la revista Ribon Fantasy Zokan Go.
La serie tiene licencia para su lanzamiento en inglés en Norteamérica por Viz Media, que publicó su volumen único el 1 de abril de 2008.  También tiene licencia para su lanzamiento en idiomas regionales en España por Planeta DeAgostini y en Alemania por Egmont Manga & Anime.

## Argumento
I·O·N Tsuburagi es una chica de instituto con un secreto: siempre que está en dificultades deletrea su nombre y algo bueno sucede. Mikado Horai es un apasionado de los poderes psíquicos. Cuando después de un accidente I·O·N demuestra unos poderes inexplicables, empieza a mostrarse muy interesado en ella.
- Datos: Q1050496